# ۴۶۵ (قمری)
۴۶۵ (قمری)، چهارصد و شصت و پنجمین سال در گاهشماری هجری قمری است. اول محرم این سال برابر با بیست و سوم سپتامبر سال ۱۰۷۲ میلادی است.

## درگذشتگان
- اسدی طوسی شاعر ایرانی

## وابسته
- آلپ ارسلان
- کشف‌المحجوب (هجویری)